# Lied voor de feestdagen
Lied voor de feestdagen is een hoorspel naar het televisiespel Holiday Song (1952) van Paddy Chayefsky. Het werd bewerkt en vertaald door Coos Mulder en de KRO zond het uit op dinsdag 17 april 1973. De regisseur was Léon Povel. De uitzending duurde 48 minuten.

## Rolbezetting
- Lex Goudsmit (cantor)
- Wam Heskes (Zucker)
- Hetty Berger (Naomi)
- Wiesje Bouwmeester (mevrouw Davis)
- Joke Reitsma-Hagelen (Marya)
- Hans Karsenbarg (Leopold)
- Wim Kouwenhoven (rabbi)
- Dick Scheffer (George)
- Tine Medema (pensionhoudster)
- Rudi West (stationschef)
- Jos van Turenhout (man in ondergrondse trein)

## Inhoud
In dit door en door joodse spel schildert de auteur een schokkende episode uit het leven van een cantor die ten offer valt aan een geloofscrisis. Hij voelt zich onwaardig om in de synagoge als voorzanger op de hoge feestdagen in de dienst voor te gaan. In deze voor hem zo verbijsterende situatie probeert men hem te helpen. De manier waarop dit gebeurt, is weer typisch joods, doortrokken van een ontroerende humor en vol handigheidjes om door de mazen van het net te kruipen die een ander nooit zou vinden. Maar de crisis is ernstig. Ook het onverwachts dagende huwelijksgeluk van zijn nicht die voor hem de huishouding doet, komt op losse schroeven te staan. Maar voor hen die geloven, is God dichterbij dan ooit, al kan de cantor dat niet eerder inzien dan nadat hij met zijn neus op heel wonderlijke feiten is gedrukt…